# كرانيشينة
الكرانيشينة (الاسم العلمي: Cranichidinae) هي عمارة من النباتات تتبع فصيلة السحلبية من رتبة الهليونيات.

## أجناس الكرانيشينة
- الكرانيش